# Phytologia
Phytologia – ogólnie dostępne międzynarodowe czasopismo naukowe, w którym publikowane są artykuły z zakresu systematyki, geografii i ekologii roślin i grzybów, zwłaszcza z Ameryki Północnej. Wychodzi trzy razy w roku. Od 2013 roku jest dostępne online.
Czasopismo wydawane jest od 1941 roku. Wydają je Robert P. Adams, Billie L. Turner i inni. Wszystkie numery czasopisma począwszy do vol.2 zostały zdigitalizowane i są dostępne w internecie w postaci skanów. Opracowano 5 istniejących w internecie skorowidzów umożliwiających odszukanie artykułu:
- Title – na podstawie tytułu
- Author – na podstawie nazwiska autora
- Date – według daty
- Collection – według grupy zagadnień
- Contributor – według instytucji współpracujących

Istnieje też indeks zdigitalizowanych numerów czasopisma ze spisem ich treści.